# De tre gracerna (skulptur)

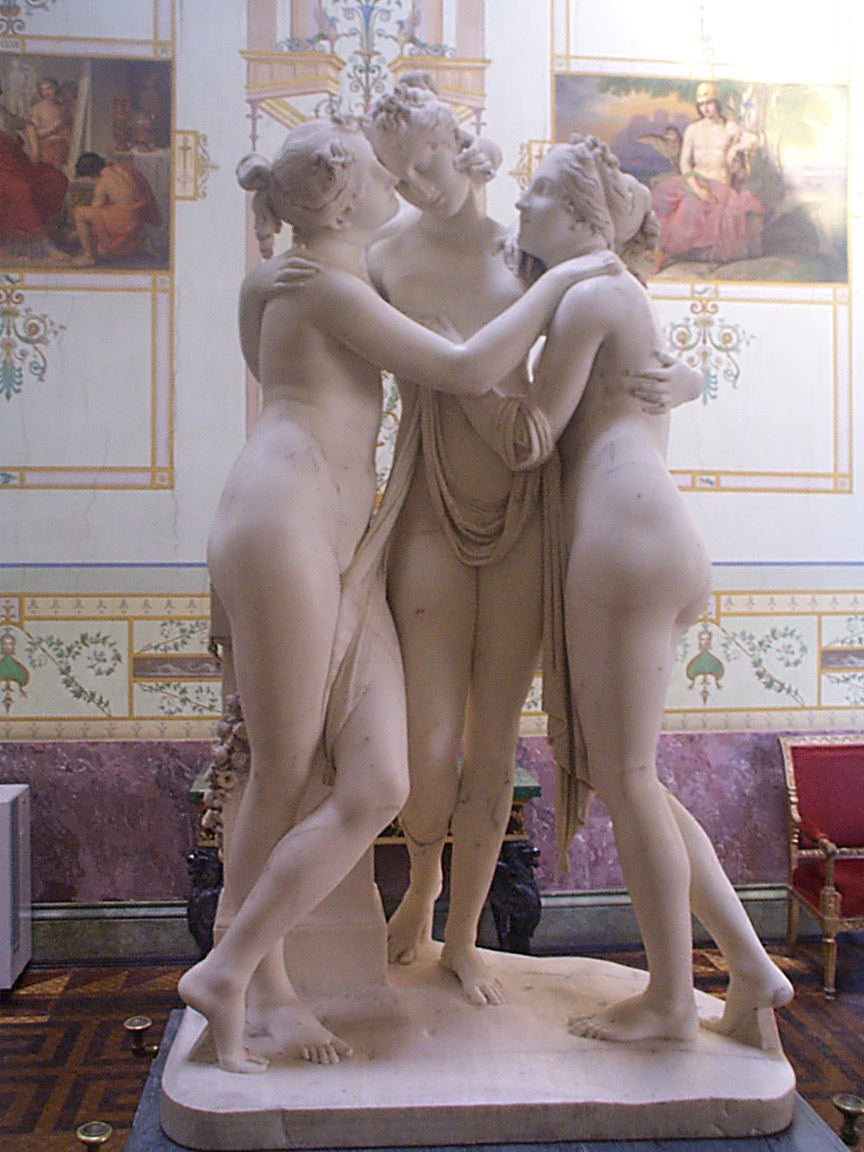
De tre gracerna, Canovas första version, nu i Eremitaget.

De tre gracerna av Antonio Canova är en nyklassicistisk marmorskulptur föreställande de tre mytologiska gracerna. Zeus döttrar identifieras av några graveringar på statyn såsom, från vänster till höger: Euphrosyne, Aglaea och Thalia – som sades representera skönhet, charm och glädje. Gracerna närvarade vid banketter och samlingar främst för att underhålla och förnöja gudarnas gäster. Som sådana har de alltid visat sig vara attraktiva varelser för konstnärer genom åren, framträdande bland dessa är Sandro Botticelli och Bertel Thorvaldsen.

## Konstnärlig teknik och effekt
Arbetet är hugget ur ett enda stycke vit marmor. Canovas medhjälpare har huggit ut marmorn och huggit ut konturerna. Canova har sedan slutfört arbetet och gett stenen form så den mjuka huden på gracerna träder fram. Detta var ett varumärke för konstnären och verket visar en stark lojalitet till nyklassicismen inom vilken Canova var den ledande konstnären när det gällde skulptur. Linjerna är utsökta, raffinerade och eleganta.
De tre gudinnorna står nakna, tillsammans i en omfamning; deras huvuden vidrör nästan varandra i vad som många har beskrivit som ett verk av erotisk kraft. De står upp, lutade inåt, kanske diskuterande något gemensamt problem, eller så njuter de helt enkelt bara av att vara tillsammans. Deras frisyrer är likartade, med flätat hår som på hjässan hålls ihop av en knut.
Stilen är elegant och antyder förfining och klass; det finns en spröd skönhet i dem som är vanlig i skulpturer av Canova. Konsthistoriker har kommenterat den fridfulla balans som verkar finnas mellan de tre gracernas huvuden. Till skillnad från den vanliga kompositionen av de tre gracerna, som härrör från antiken (där de yttre figurerna är vända mot betraktaren och den mellersta kvinnan står med ryggen mot betraktaren), står Canovas kvinnor sida vid sida vända mot varandra.
De tre kvinnorna förvandlas till en genom omfamningen, förenade inte bara genom händerna, utan också med slöjan som berör alla tre. Gracernas enhet är ett av verkets viktigaste drag. I verkets första version, som gjordes på uppdrag av Joséphine de Beauharnais, står gracerna med fötterna på ett offeraltare smyckat med tre blomkransar och girlander som symboliserar deras nära och bräckliga band.

## Barock kontra nyklassicism
Canovas arbete utmanar barockens skönhetsideal som är en mycket kraftigare kropp, vilket kan ses i målningen  De tre gracerna av Rubens (Museo del Prado). Canovas ungdomliga gracer är nobla och smala.